# Жовтоноговські Виселки
Жовтоно́говські Виселки (рос. Жёлтоноговские Выселки, ерз. Желтоноговские Выселки) — присілок у складі Єльниківського району Мордовії, Росія. Входить до складу Новодівиченського сільського поселення.
Населення — 4 особи (2010; 12 у 2002).
Національний склад (станом на 2002 рік):
- росіяни — 100 %